# Fracture Jaw

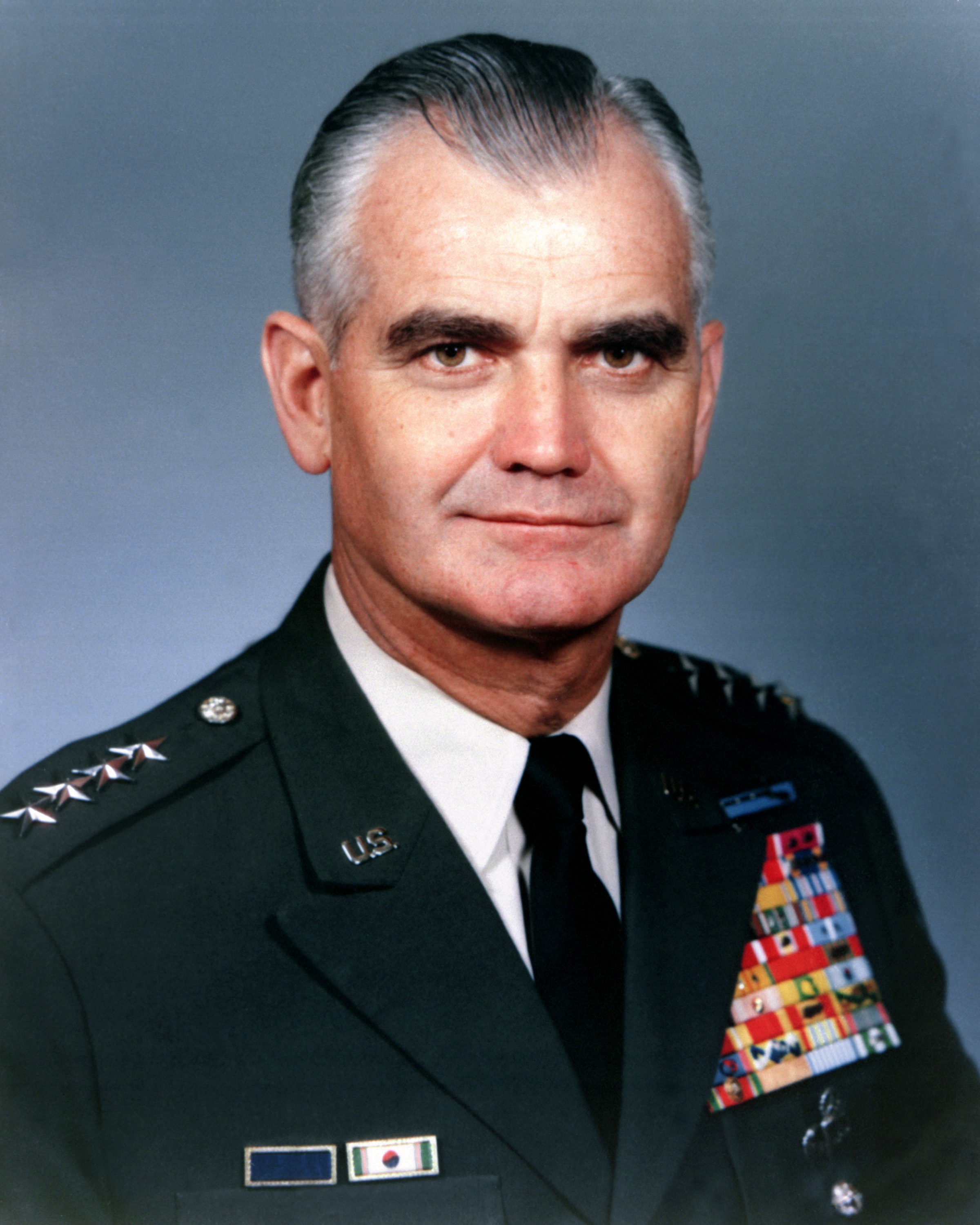
Tướng William C. Westmoreland.

Fracture Jaw là bản kế hoạch dự phòng tối mật của quân đội Mỹ nhằm đảm bảo sao cho Tướng William C. Westmoreland sẵn sàng đem vũ khí hạt nhân ra sử dụng trong Chiến tranh Việt Nam.
Kế hoạch này khởi đầu vào năm 1968 bao gồm việc vận chuyển vũ khí hạt nhân vào lãnh thổ Việt Nam Cộng hòa để có thể dùng chống lại quân Bắc Việt trong thời gian ngắn. Bất chấp những động thái hòng kích hoạt kế hoạch, quân đội Mỹ đã phải bỏ dở dự án này vào tháng 2 năm 1968 sau khi Eugene McCarthy và những người khác tuyên bố công khai rằng nước Mỹ đang chuẩn bị dùng đến vũ khí hạt nhân ở Việt Nam.
Treyarch từng đưa bản kế hoạch này vào trong tựa game năm 2020 mang tên Call of Duty: Black Ops Cold War.